# Сентянівка (станція)
Сентя́нівка — вузлова залізнична станція Луганської дирекції Донецької залізниці на лінії Сіверськ — Родакове між станціями Зимогір'я (12 км) та Світланове (28 км).
Розташована в смт Сентянівка Слов'яносербського району Луганської області
У свій час була вузловою: здійснювалися вантажні перевезення, окрім нині існуючого, в напрямку станцій Бежановка (м. Голубівка, колії та шпал немає) та Авдакове (м. Брянка, колії не розібрані).

## Історія
Станція виникла у 1910 році, тоді ж і було збудовано залізничний вокзал, який є пам'яткою архітектури місцевого значення.
Див. також: Залізнична гілка Сентянівка - Авдакове.

## Пасажирське сполучення
Станція є кінцевою для двох пар приміських поїздів, які щоденно курсують від станції Родакове та зворотно.

## Персоналії
- Шевченко Анатолій Антонович (1938—2012) — український гітарист, композитор, музикознавець, працював у галузі фламенко.